# Clarenciella
Clarenciella is een geslacht van uitgestorven weekdieren uit de klasse van de Gastropoda (slakken).

## Soort
- Clarenciella hippopedion Beu & Marshall, 2014 †